# Cavatore
Cavatore (piemontesisch Cavàu) ist eine Gemeinde in der italienischen Provinz Alessandria (AL), Region Piemont.

## Lage und Einwohner
Die Gemeinde Cavatore liegt 40 km südwestlich von der Provinzhauptstadt Alessandria entfernt. Sie umfasst eine Fläche von 10 km² und hat 258 (Stand 31. Dezember 2023) Einwohner. Seit 1901 hat die Bevölkerung um 76 % abgenommen.
Die Nachbargemeinden sind Acqui Terme, Cartosio, Grognardo, Melazzo und Ponzone.

## Geschichte
Der Ortsname erscheint in Texten seit 1039 als CASTELLUM CAVATORIUM, „Cavatorius“ und „Cavatoris“. Ihre Bedeutung wird durch den lateinischen Begriff CAVARE mit seinen Ableitungen „Cavator“ und „Cavatorius“ erklärt, wobei letzterer „Menge an Weinbergen bedeutet, die an einem Tag gehackt werden kann“, da „cavee“ im Monferrato „hacken“ bedeutet. Daher könnte der Ortsname mit „Burg so groß wie die Fläche Land, die an einem Tag gerodet werden kann“ übersetzt werden.
Seine Ursprünge reichen bis ins Mittelalter zurück. Die erste historische Information findet sich in einer Urkunde aus dem Jahr 961, die sich auf die Mitgliedschaft in der königlichen Kantine bezieht. Zunächst abhängig vom Acqui-Komitee, fiel es unter die Jurisdiktion des Episkopats derselben Gemeinde, wie aus Dokumenten hervorgeht, die die Bestätigung der Diözese Acqui durch Heinrich II. im Jahr 1040 belegen.
Mitte des 14. Jahrhunderts schenkte der Kaiser Karl IV. es Johannes II., Markgraf von Monferrato. Um 1700 wurde es wie viele andere Gemeinden der Gegend Teil der savoyischen Besitzungen, unter deren Herrschaft es als Lehen an verschiedene Herren der Umgebung vergeben wurde, darunter die Fallettis von Barolo, die Billianis von Rocchetta Palafea und die Guerrieri von Mantua.

## Sehenswürdigkeiten
- Der Aussichtsturm, der das gesamte Dorf dominiert und zur Überwachung der Kommunikationswege nach Acqui errichtet wurde. Er hat einen viereckigen Grundriss.[3]
- Bemerkenswert sind aber auch die mittelalterlichen Steinhäuser, die Paläste aus den Jahren 1500–1600, das erhaltene Kirchenschiff eines Tempels aus dem 15. Jahrhundert.
- Die Kirche San Lorenzo, deren Apsis im romanischen Stil gehalten ist.

## Weinbau
In Cavatore werden Reben für den Dolcetto d’Acqui, einen Rotwein mit DOC Status angebaut. Die Beeren der Rebsorten Spätburgunder sowie Chardonnay dürfen zum Schaumwein Alta Langa verarbeitet werden.